# Winx (8. sezona)
Osma sezona animirane televizijske serije Winx s prikazivanjem ja zapoeča 15. travnja 2019. godine na talijanskom kanalu Rai YoYo. Engleska sinkronizacija sezone s hrvatskim prijevodom u Hrvatskoj je s prikazivanjem krenula 28. veljače 2023. godine na kanalu Mini TV.

## Produkcija
Osma sezona je uvelike preinačena kako bi se prilagodila ciljanoj publici predškolske dobi. Kreativni tim produkcijske kuće Rainbow SpA redizajnirao je likove kako bi izgledali mlađe.

### Prikazivanje
Za razliku od prethodnih sezona, osma sezona nije sinkronizirana na hrvatski jezik. Mini TV je prikazala englesku sinkronizaciju studija 3Beep s hrvatskim prijevodom. 

#### Glavne uloge
- Emily Cramer — Bloom
- Brittany Pressley — Flora
- Jessica Paquet — Stella
- Alyson Leigh Rosenfeld — Musa
- Saskia Maarleveld — Tecna
- Elinor Vanderburg — Aisha
- Henry F. Benjamin — Valtor

## Radnja
Winxice primjećuju da neke od zvijezda na nebu nestaju. Utvrđuju da je Valtorov povratak uzrok ove neobične pojave. Vile putuju u Lumeniju, najsjajniju zvijezdu Čarobne dimenzije i izvor svjetlosti Stellinog rodnog planeta Solarije. Kraljica Lumernije Winxicama daje moć Cosmixa kakobi zaštitile milijarde zvijezda čarobnog svemira. Usput, Winxice susreću i Twinkly; malo zlatno stvorenje koje pokreće samu jezgru Lumenije.

## Epizode
Vidi još: Popis epizoda Winx Cluba
| 183. | 1.  | "Noć zvijezda" "Night of the Stars"                           | 15. travnja 2019. | 28. veljače 2023. |
| Tijekom noći zvijezda padalica, Winx su upoznale Zvjezdicu, Lumena iz svemira. Spasile su je od misterioznih bića zvanih Zvjezdožderi. Zvjezdica se stoga ponudila odvesti šest vila u Lumeniju da upoznaju njezinu kraljicu Doranu. |     |                                                               |                   |                   |
| 184. | 2.  | "Kraljevstvo Lumena" "A Kingdom of Lumens"                    | 16. travnja 2019. | 28. veljače 2023. |
| Twinkly se budi i uzbuđena je što se vraća svojoj kući u Lumeniju. Bloom prima poruku od Skya o iznenađenju koje čeka Winx u Crvenoj fontani, pa idu do škole provjeriti iznenađenje. Djevojke razgovaraju sa svojim dečkima prije nego što Sky otkrije iznenađenje: Rivenov povratak. Međutim, na njihovo veliko iznenađenje, Musa se obruši na Rivena zbog toga što joj se tokom svoje odsutnosti nijednom nije javio. U Alfei, Twinkly daje Winxicama nova svemirska odijela za putovanje zvijezdama prije nego što ih odvede do Lumenije. Winxice slijeću na Lumeniju i predstavljaju se Lumenima, koji se prestraše i sakriju. Zatim dolazi kraljica Dorana i objašnjava im da su njihovi Lumeni skloni sramežljivosti, ali da su vrlo prijateljski raspoloženi kad steknu njihovo povjerenje, te se oni stoga predstavlja djevojkama. Ona im objašnjava situaciju izumiranja zvijezda i strahuje da bi se Lumenia uskoro mogla naći na meti unatoč tome što je zvijezda trenutno zdrava. Također zadaje Winxicama zadatak da istraže razlog zašto žuta svjetlosna rijeka ne može doći do njezine palače, budući da predstavlja potencijalnu prijetnju njezinim moćima koje dolaze iz tih rijeka. Winxice pristaju i transformiraju se kako bi slijedile put. Usred šume, Winxice otkriju da je u rijeci iskopana velika rupa koja ispušta vode svijetle rijeke, zapečaćena tamnom kupolom. Stella briše kupolu i primjećuju da se svjetlost slijeva u neku vrstu robota. Winxice se upuštaju u bitku s robotom koji oživljava, a stručnjaci stižu na vrijeme da pomognu Winxicama. Nakon poraza pojavljuje se Valtorov znak, a robot se predstavlja kao Obscurum prije nego što pobjegne kroz crnu rupu. Kasnije Musa optužuje specijaliste za nedostatak povjerenja u njih, a Riven preuzima krivnju za to što su uopće pratili Winxice do zvijezda, izražavajući svoju podršku. Bloom ih brani, navodeći kako je njihova podrška bila potrebna u prethodnoj bitci. U palači, Winx otkrivaju kraljici što su otkrile. Ubrzo nakon toga, Dorana se trzne od boli. Ona objašnjava da je jezgra Lumenije napadnuta, a Bloom povezuje točke kako bi shvatila da iza napada stoji Obscurum, a rijeke su samo iskorištene kao odvraćanje pažnje. Kraljica Dorana daje Winx moć Cosmixa kako bi ih osnažila da spase zvijezde. |     |                                                               |                   |                   |
| 185. | 3.  | "Napad na srce zvijezde" "Attack on the Core"                 | 17. travnja 2019. | 28. veljače 2023. |
| 186. | 4.  | "Popstars!"                                                   | 18. travnja 2019. | 1. ožujka 2023.   |
| 187. | 5.  | "Orionova tajna" "Orion's Secret"                             | 19. travnja 2019. | 1. ožujka 2023.   |
| 188. | 6.  | "Slom svjetionika" "Doom of the Lighthouse Star"              | 21. travnja 2019. | 1. ožujka 2023.   |
| 189. | 7.  | "Zarobljene na Prometeji" "Trapped on Prometia"               | 22. travnja 2019. | 2. ožujka 2023.   |
| 190. | 8.  | "U dubinama Andorsa" "Into the Depths of Andros"              | 23. travnja 2019. | 2. ožujka 2023.   |
| 191. | 9.  | "Svjetlo Gorgola" "The Light of Gorgol"                       | 24. travnja 2019. | 2. ožujka 2023.   |
| 192. | 10. | "Hidra se budi" "Hydra Awakens"                               | 25. travnja 2019. | 3. ožujka 2023.   |
| 193. | 11. | "Blago Siderije" "Treasures of Syderia"                       | 26. travnja 2019. | 3. ožujka 2023.   |
| 194. | 12. | "Zabava iznenađenja na Zemlji" "Surprise Party on Earth"      | 28. travnja 2019. | 3. ožujka 2023.   |
| 195. | 13. | "Valtorova sjena" "Valtor's Shadow"                           | 29. travnja 2019. | 4. ožujka 2023.   |
| 196. | 14. | "Zvijezda želja" "The Wishing Star"                           | 29. srpnja 2019.  | 4. ožujka 2023.   |
| 197. | 15. | "Potraga za Glavnim zvijezdama" "Mission for the Prime Stars" | 30. srpnja 2019.  | 4. ožujka 2023.   |
| 198. | 16. | "Festival Sparxa" "The Sparx Festival"                        | 31. srpnja 2019.  | 5. ožujka 2023.   |
| 199. | 17. | "Haljina dostojna kraljice" "Dress Fit for a Queen"           | 1. kolovoza 2019. | 5. ožujka 2023.   |
| Kako bi dobila Primarnu zvijezdu, Stella mora pronaći svoje samopouzdanje. Međutim, Stormy će joj pomrsiti planove. |     |                                                               |                   |                   |
| 200. | 18. | "Dolina letećih jednoroga" "Valley of the Flying Unicorns"    | 2. kolovoza 2019. | 5. ožujka 2023.   |
| Winxice su stigle na Monoceros kako bi pronašle treću Primarnu zvijezdu. Dok se Winxice povezuju s jednorozima, Sky je na misiji s Diaspro. |     |                                                               |                   |                   |
| 201. | 19. | "Toranj iznad oblaka" "Tower Beyond the Clouds"               | 3. kolovoza 2019. | 6. ožujka 2023.   |
| Bloom i Sky se posvađaju kad Bloom otkrije da je Sky na misiji s Diaspro. Morat će se pomiriti ako žele dobiti treću Primarnu zvijezdu |     |                                                               |                   |                   |
| 202. | 20. | "Zeleno srce Lynpheje" "The Green Heart of Lynphea"           | 11. rujna 2019.   | 6. ožujka 2023.   |
| Winxice dolaze na Lynpehu, Florin svijet. Flora sreće svoju sestru Miele, no zla Darcy ju iskoristi kako bi dobila Primarnu zvijezdu. |     |                                                               |                   |                   |
| 203. | 21. | "Natjecanje u plesu na Melodyju" "Dance Contest on Melody"    | 12. rujna 2019.   | 6. ožujka 2023.   |
| Winxice dolaze na Melody, Musin svijet. Tamo saznaju da je petu Primarnu zvijezdu pronašla princeza Galatea, koja ju je ponudila kao nagradu u plesnom natjecanju. Dok se Winx natječu protiv Trix, Musa susreće Rivena koji je začaran Darcynom čarolijom. |     |                                                               |                   |                   |
| 204. | 22. | "Tajna sklada" "The Secret of Harmony"                        | 13. rujna 2019.   | 7. ožujka 2023.   |
| Riven napada Musu nakon što ga je Darcy začarala. Musa mora postići harmoniju s Rivenom kako bi dobila Primarnu zvijezdu. |     |                                                               |                   |                   |
| 205. | 23. | "Između zemlje i mora" "Between the Earth and the Sea"        | 14. rujna 2019.   | 7. ožujka 2023.   |
| Winxice dolaze na otok Coralya koji krije još jednu Primarnu zvijezdu. Kako bi ju dobile, Tecna i Aisha moraju surađivati. |     |                                                               |                   |                   |
| 206. | 24. | "Dyamond na ledu" "Dyamond on Ice"                            | 15. rujna 2019.   | 7. ožujka 2023.   |
| Winx otkrivaju da je posljednja Primarna zvijezda na ledenom i zaboravljenom svijetu zvanom Dyamond. Kada posjete Dyamond, susreću misterioznu lisicu koja krije tajnu. |     |                                                               |                   |                   |
| 207. | 25. | "Bijela lisica" "The White Fox"                               | 16. rujna 2019.   | 8. ožujka 2023.   |
| Bloom mora spasiti Skyja kojeg je Icy zarobila u ledenom jezeru. Icy otkriva kako je Bijela lisica zapravo njezina sestra Sapphire te pokušava pronaći način da poništi zlu čaroliju koja je na nju bačena. |     |                                                               |                   |                   |
| 208. | 26. | "Zapisano u zvijezdama" "Written in the Stars"                | 17. rujna 2019.   | 8. ožujka 2023.   |
| Winxice imaju plan kako će pobijediti Valtora. Nakon što ih Valtor napadne, Icy mora odlučiti hoće li posljednju Primarnu zvijezdu dati Winxicama ili Valtoru. |     |                                                               |                   |                   |